# San Juan de Duz
San Juan de Duz (oficialmente en asturiano: San Xuan de la Duz) es una parroquia del concejo asturiano de Colunga. Situada en el cuadrante nororiental del concejo, abarca en sus 3,82 km² los núcleos de población de Güerres, San Juan y San Telmo. Su población es de 172 habitantes (INE, 2015).
En su territorio se sitúa la playa de La Griega, en la que desemboca el río Libardón.